# Саутворт, Дэниел
Дэниел Саутворт (англ. Daniel Southworth; род. 21 июня 1973, Колорадо) — американский актёр, каскадёр и мастер боевых искусств.

## Биография
В 2004 году Саутворт принял участие в создании видеоигры «Devil May Cry 3: Dante's Awakening», озвучив одного из главных персонажей, Вергилия. Он также сыграл его в кат-сценах с помощью технологии захвата движения; по словам актёра, студия Capcom быстро утвердила его на роль. Разработчик игры, Хидэаки Ицуно, который поначалу считал образ Вергилия недоработанным, был удивлён мастерством Саутворта: «Он отдаёт дань уважения традиционному японскому фехтованию, дополняя его немного грубым, диким стилем, что идеально соответствует образу Вергилия — человека с Запада, который орудует японским мечом». У Саутворта не было проблем с озвучиванием и захватом движений Вергилия, так как он знал предысторию персонажа и разбирался в самурайской культуре. Саутворт отметил, что несмотря на кажущееся хладнокровное спокойствие, Вергилий всё же проявляет признаки ярости. Больше всего актёру понравилось прибегать к захвату движений в боевых сценах, которые, по его словам, было сложнее всего поставить. Впоследствии Дэниел Саутворт вернулся к этой роли Вергилия в файтинге «Ultimate Marvel vs. Capcom 3» (2011) и «Devil May Cry» (2019).
В 2013 году Дэниел Саутворт исполнил роль слепого воина Кенши во втором сезоне сериала Кевина Танчароена «Смертельная битва: Наследие».

## Фильмография
| Год       |    | Русское название                   | Оригинальное название             | Роль                             |
| --------- | -- | ---------------------------------- | --------------------------------- | -------------------------------- |
| 2000      | с  | Китайский городовой                | Martial Law                       | головорез                        |
| 2001      | с  | Девушки с характером               | V.I.P.                            | Рейнальдо                        |
| 2001      | ф  | Отряд «Морские котики» 2           | U.S. Seals II: The Ultimate Force | Финли                            |
| 2001      | с  | Могучие рейнджеры: Патруль времени | Power Rangers Time Force          | Эрик Майерс / Квантовый Рейнджер |
| 2002      | с  | Могучие рейнджеры: Дикий мир       | Power Rangers Wild Force          | Эрик Майерс / Квантовый Рейнджер |
| 2005      | ф  | Охота на демонов                   | Demon Hunter                      | охранник                         |
| 2005      | ф  | Дом мёртвых 2                      | House of the Dead II              | рядовой Накагава                 |
| 2006      | с  | Зачарованные                       | Charmed                           | Крыса из Китайского зодиака      |
| 2007      | ф  | Чужая зона                         | Alien Invasion Arizona            | капитан Джон Брэдли              |
| 2007      | ф  | Ричард III                         | Richard III                       | ведущий рекламного ролика        |
| 2009      | тф | Воины-оборотни                     | War Wolves                        | Клэй                             |
| 2009      | ф  | Мясник                             | The Butcher                       | дорожный полицейский             |
| 2010      | с  | Непобедимый воин                   | Deadliest Warrior                 | вражеский солдат                 |
| 2012      | ф  | Закон доблести                     | Act of Valor                      | репортёр                         |
| 2012—2014 | с  | В ударе                            | Kickin' It                        | различные роли                   |
| 2013      | с  | Смертельная битва: Наследие        | Mortal Kombat: Legacy             | Кенши                            |
| 2017      | ф  | Сделано в Америке                  | American Made                     | агент Уинтерс                    |
| 2017      | с  | Морская полиция: Лос-Анджелес      | NCIS: Los Angeles                 | Элика Хэтч                       |
| 2018      | ф  | Время возмездия                    | Destroyer                         | телохранитель                    |
| 2019      | с  | Частный детектив Магнум            | Magnum P.I.                       | Кейноа                           |
| 2019      | с  | Морская полиция: Новый Орлеан      | NCIS: New Orleans                 | Касем                            |
| 2020      | ф  | Последняя пуля                     | Disturbing the Peace              | Стив                             |
| 2020      | ф  | Малышка с характером               | The Doorman                       | Пи-Ви                            |
| 2022      | ф  | Клинок 47 ронинов                  | Blade of the 47 Ronin             | Юрэй                             |
| 2023      | с  | Новичок                            | The Rookie                        | тренер                           |
| 2023      | с  | 9-1-1: Одинокая звезда             | 9-1-1: Lone Star                  | полицейский                      |